# Synagoga v Kielcích
Kielecká synagoga se nachází v polském městě Kielce, na místní Varšavské třídě.
Byla postavena v letech 1901 až 1903, jejím architektem pak byl Stanisław Szpakowski. Budovu poškodili nacisté během druhé světové války, zřídili zde věznici a sklad zabaveného židovského majetku. Mezi lety 1945 a 1951 pak byla celá synagoga opuštěná a nevyužívaná. Po svém obnovení (v jehož rámci byla i mírně přestavěna) začala fungovat jako státní archiv.